# Die letzte Versuchung

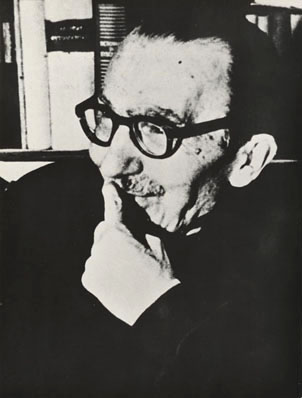
Der Autor Nikos Kazantzakis

Die letzte Versuchung (griechischer Originaltitel: Ο τελευταίος πειρασμός, O telefteos pirasmos) ist ein 1951 entstandener Roman des griechischen Schriftstellers Nikos Kazantzakis. Der Film Die letzte Versuchung Christi von Martin Scorsese aus dem Jahr 1988 basiert auf dem Roman. Der Papst setzte den Roman 1954 auf den Index der verbotenen Bücher, wodurch Kazantzakis endgültig weltbekannt wurde.

## Handlung
Der Roman ist eine Transfiguration des Lebens Christi. Der Germanist Theodore Ziolkowski definiert Transfiguration so, dass

„[…] die Charaktere und Handlungen – unabhängig von der Bedeutung oder Thematik – in erkennbarem Maße von den Figuren und Ereignissen vorgeprägt [sind], die man normalerweise mit dem aus den Evangelien bekannten Leben Jesu verbindet.“

In dem Roman wird das Leben Jesu erzählt, wobei, ähnlich wie in der Bibel, hauptsächlich die letzten Jahre behandelt werden. Abweichend von den Inhalten der Bibel stellt Jesus in dem Roman als Zimmermann Kreuze her, welche von den Römern für die Hinrichtung jüdischer Aufständischer benutzt werden. Zu Beginn ist er nicht bereit, sich dem göttlichen Willen zu unterwerfen, die Menschheit zu erlösen. Nachdem er beschließt, dies doch zu tun, folgt kurz danach die Kreuzigung. Ab hier weicht der Roman erheblich von der biblischen Darstellung ab. Jesus hängt plötzlich nicht mehr am Kreuz, stattdessen verkündet ihm unter einem blühenden Baum ein Engel, dass Gott beschlossen habe, ihn zu retten, und er zukünftig ein normales menschliches Leben führen könne. Als er mit Maria Magdalena zusammenkommt, diese aber früh stirbt, erkennt er allerdings auch dessen Vergänglichkeit. Im weiteren Verlauf wird Jesus mehrere Jahre später von Paulus besucht, der ihm erzählt, dass seine früheren Jünger eine neue Religion gegründet haben und ihn als auferstandenen Messias verehren. Jesus ist verärgert darüber und sagt Paulus die Wahrheit. Diese interessiert Paulus jedoch nicht und er reist ab, um weiter die Menschen zu bekehren. Erst weitere Jahre später trifft Jesus als alter Mann seine Jünger wieder, die ihm – angestachelt von Judas, der unnötigerweise zum Verräter werden musste – Verrat an ihrem gemeinsamen Auftrag vorwerfen. Da wird Jesus bewusst, dass der Engel am Kreuz der Satan war und das Erlösungsversprechen die letzte Versuchung. In diesem Augenblick öffnet er die Augen und bemerkt, dass alles nur ein Traum war und er immer noch am Kreuz hängt. Trotz aller Schmerzen ist Jesus glücklich, dass er seine Mission doch noch erfüllen kann, und stirbt einen erleichterten Tod.

## Entstehung
Kazantzakis schrieb schon 1942 in Ägina erstmals eine Die Memoiren Christus betitelte Frühform des Romans. Die endgültige Fassung vollendete er 1950 bis 1951 in Antibes. Der Autor selbst sah in dem Roman den mühevollen Versuch, Christus leibhaftig darzustellen, ohne die Verdunklungen, Verfälschungen und Unwichtigkeiten, „mit denen er von den Kirchen und Kuttenträgern verfälscht und entstellt wurde“. Er widmete den Roman „Marie Bonaparte, Schriftstellerin, Prinzessin Georgios von Griechenland“. Marie Bonaparte hatte sich, wie in der Biografie der Witwe von Kazantzakis zu lesen ist, für den Schriftsteller eingesetzt, als die griechisch-orthodoxe Kirche einen „Bannfluch und ein Autodafé“ über ihn vorbereitete.

## Rezeption
Das Museum Nikos Kazantzakis bemerkt auf seiner Webseite, dass mit

„… der Letzten Versuchung eine neue Form literarischer Abwendung von den Evangelien begonnen wird; Kazantzakis Beispiel folgen später Schriftsteller wie Robert Graves, Norman Mailer, Josè Saramango, Gérald Messadié, Erich-Emmanuel Schmidt, Anne Bernay, Eugene Whitworth, welche Christus’ Geschichte mit ihm selbst oder mit Pontius Pilatus als Erzähler darstellen oder sie mit zentralen Mythen des östlichen Mittelmeerraums und mit politischen und dynastischen Konflikten der Hebräer in Verbindung bringen.“

In einer Besprechung des Films schreibt Walter Jens über das Buch:

„Kazantzakis’ Buch endet mit einer Frage; der Kampf zwischen Diesseits und Jenseits endet remis – ästhetisch plausibel und theologisch konsequent. „Die letzte Versuchung“, ein interessantes und problematisches Buch: gelegentlich sentimental, allzu naturalistisch bei der Präsentation des Menschen Jesu, überzeugend dagegen in den visionären Passagen, die einen griechischen Legendenbildner bei der Arbeit zeigen, der sich auf die Verallgemeinerung christlicher Mythen versteht.“

Der Schriftsteller Stefan Jahnke schreibt in seiner Rezension:

„Ein Buch, das begeistert? Zuerst geht es ähnlich zu, wie in der Bibel … aber dann! Ein Buch, das nicht loslässt. Natürlich nicht, denn es beschreibt Dinge, die wir alle tief im Innersten ahnen, uns jedoch nicht trauen, offen auszusprechen. Kazantzakis tut es für uns. Ein Buch, das neugierig auf eine Fortsetzung macht? Der Stoff ist gut abgearbeitet. Weitere Werke des Schriftstellers beschäftigen sich mit anderen Dingen. Das ist gut so. Ein Buch zum Weiterempfehlen? Auf jeden Fall. Das Buch wühlt auf und setzt neue Ziele … die Wahrheit zu finden und offene Fragen zu beantworten. Schon darum: Unbedingt lesen!“

## Adaptionen
Erst 37 Jahre nach seinem Erscheinen wurde das Buch als Die letzte Versuchung Christi von Martin Scorsese verfilmt.
2003 gab es im Nationaltheater von Athen unter der Regie von Sotiris Hatzakis eine Adaption in griechischer Sprache auf der Theaterbühne. Weitere bisher nicht aufgeführte Bearbeitungen für das Theater gab es jeweils englischsprachig durch Nicholas Milich und James B. A. Conklin.
1984 wurde in einer Kirche in Milwaukee eine Transkription als Oper von Mitgliedern der Lake Opera aufgeführt.
2021 legte der Frankfurter Schriftsteller Martin Mosebach mit seinem Roman Krass eine Adaptation des Romans bzw. der Scorsese-Verfilmung vor.

## Ausgaben
- Ho teleutaios peirasmos. (deutscher Alternativtitel: Die letzte Versuchung). Griechenland.
  - Die letzte Versuchung. Deutsche Übersetzung von Werner Kerbs. Herbig, Berlin 1952.
  - Die letzte Versuchung. 3. Auflage. Ullstein, Frankfurt am Main / Berlin 1995, ISBN 3-548-22199-8.